# La cuoca bendata
La cuoca bendata è un programma televisivo culinario, trasmesso su Real Time dal 22 febbraio 2016 ideato e condotto da Benedetta Parodi.

## Struttura
Il programma si suddivide in due prove in cui tre concorrenti accomunati dall'appartenenza ad una data categoria, svelata ad inizio puntata dalla conduttrice, si cimentano in una medesima ricetta proposta.
Al termine della prima prova i concorrenti, bendati, assaggiano i risultati assegnando a ciascun piatto un punteggio dall'1 al 10. Al termine di questa manche il concorrente con il punteggio più basso, dato dalla somma dei risultati, lascia la gara.

La seconda prova, "La ricetta veloce" della durata di 10 minuti massimi, si svolgerà sulla base di una nuova ricetta proposta da Benedetta Parodi. Al termine della prova sarà lei a bendarsi e a decretare il vincitore del premio (un robot da cucina). In entrambe le manche la conduttrice illustrare la ricetta passo dopo passo affiancando i concorrenti.

## Puntate
| Puntata | Puntata     | Categoria                                            | Concorrenti in grassetto il vincitore; in corsivo il perdente della prima prova       |
| ------- | ----------- | ---------------------------------------------------- | ------------------------------------------------------------------------------------- |
| 1       | 22 febbraio | teenager/compagne di scuola                          | Rebecca Marini - Arianna Villa - Aurora Sozzani                                       |
| 2       | 23 febbraio | ex-veline                                            | Marina Graziani - Costanza Caracciolo - Lucia Galeone                                 |
| 3       | 24 febbraio | finalisti 3ª ed. Bake Off Italia                     | Ilaria Gerosa - Gabriele De Benetti - Patrizia Ave                                    |
| 4       | 25 febbraio | salutisti                                            | Alex Frustaci - Mariavictoria Astore - Alessandro Aloisi                              |
| 5       | 26 febbraio | speaker di Radio Italia                              | Paoletta - Mirko Mengozzi - Gabriella Capizzi                                         |
| 6       | 29 febbraio | campioni di karate                                   | Stefano Maniscalco - Nello Maestri - Luigi Busà                                       |
| 7       | 1º marzo    | country girls                                        | Rosella - Antonella - Paola                                                           |
| 8       | 2 marzo     | deejay                                               | Giovanni Ursoleo - Paolo Ortelli - Andrea del Vescovo                                 |
| 9       | 3 marzo     | cantanti                                             | Aba - Zibba - Romina Falconi                                                          |
| 10      | 4 marzo     | tatuatori                                            | Ian Invidia - Alice Guerreri - Davide B.                                              |
| 11      | 7 marzo     | Pinocchi                                             | Diego Passoni - La Pina - Valentina "La Vale" Ricci                                   |
| 12      | 8 marzo     | giocatori di football americano dei Rams Milano      | Andrea Zambelli - Edoardo Pollastri - Malcolm Leemans                                 |
| 13      | 9 marzo     | pin-up                                               | Simona Pesenti - Silvia Fontanari - Katiuscia Nassano                                 |
| 14      | 10 marzo    | interior designer                                    | Salvatore - Luca - Walter                                                             |
| 15      | 11 marzo    | viaggiatori                                          | Martina Califano - Giorgio Pirola - Letizia Bosi                                      |
| 16      | 14 marzo    | Italiani made in China                               | Maria Connie Huang - Alex Chen - Lin "Lucia" Chunyan                                  |
| 17      | 15 marzo    | coristi                                              | Andrea - Simone Gallipacciorino - Cristian Facchin                                    |
| 18      | 16 marzo    | ricercatori                                          | Luca - Emma Petrella - Daniele Pittalis                                               |
| 19      | 17 marzo    | campionesse di pallavolo                             | Laura Melandri - Paola Paggi - Myriam Sylla                                           |
| 20      | 18 marzo    | circensi                                             | Francesca Bornatici - Ilaria Signori - Monica Gemignani                               |
| 21      | 21 marzo    | universitarie                                        | Melissa Trezzi - Lizia Rossi Querin - Ambra Trezzi                                    |
| 22      | 22 marzo    | collezionisti                                        | Anto - Paolo - Anna                                                                   |
| 23      | 23 marzo    | Ostetriche: Quando nasce una mamma                   | Paola - Sara - Mimma                                                                  |
| 24      | 24 marzo    | buongustai                                           | Paolo - Valentina - Damian                                                            |
| 25      | 25 marzo    | comici di Natural Born Comedians                     | Daniele Tinti - Martina Catuzzi - Renato Minutolo                                     |
| 26      | 28 marzo    | ex-campioni                                          | Mike Maric - Luigi Mastrangelo - Igor Cassina                                         |
| 27      | 29 marzo    | ingegneri                                            | Chiara - Swayum - Francesca                                                           |
| 28      | 30 marzo    | motociclisti                                         | Andrea Livio - Roberto Parodi - Francesco Veneziani                                   |
| 29      | 31 marzo    | panettieri                                           | Angelo - Gerardo - Massimo                                                            |
| 30      | 1º aprile   | future mamme                                         | Patrizia - Giusi Battaglia - Eloisa                                                   |
| 31      | 4 aprile    | golfiste per passione                                | Martina - Valentina - Roberta                                                         |
| 32      | 5 aprile    | tassisti                                             | Emilio - Stefano - Sergio                                                             |
| 33      | 6 aprile    | campionesse di ginnastica ritmica ai campionati 2015 | Andreea Stefanescu - Marta Pagnini - Camilla Patriarca                                |
| 34      | 7 aprile    | migliori amiche di Benedetta Parodi                  | Cristina - Loredana - Antonia                                                         |
| 35      | 8 aprile    | coinquilini                                          | Francesco Fragomeni - Joelle Pomioli - Alessio Pomioli                                |
| 36      | 11 aprile   | parrucchieri                                         | Michela - Carlo - Donato                                                              |
| 37      | 12 aprile   | modelle                                              | Ariadna Romero - Margot Ovani - Mariana Rodríguez                                     |
| 38      | 13 aprile   | nerd                                                 | Anna - Fjona Cakalli - Ilaria Narducci                                                |
| 39      | 14 aprile   | gelatai                                              | Simone De Feo - Antonio Mezzalira - Renato Romano                                     |
| 40      | 15 aprile   | saranno famosi                                       | Eva Martucci - Emanuele Revalente - Gisella Granato                                   |
| 41      | 18 aprile   | sosia di                                             | Stefano Damiani (Renato Zero) - Miranda (Liz Taylor) - Paolo Cuzzilla (Gabriel Garko) |
| 42      | 19 aprile   | professoresse di ginnastica                          | Sissi - Caterina - Silvia                                                             |
| 43      | 20 aprile   | cast de Il boss delle cerimonie                      | Gaetano Davide - Don Antonio Polese - Matteo Giordano                                 |
| 44      | 21 aprile   | segretaria                                           | Silvia Congiu - Elena Ronchi - Tiziana Danesi                                         |
| 45      | 22 aprile   | guide alpine                                         | Matteo Calcamuggi - Giovanna Mongilardi - Corrado Luisi                               |
| 46      | 24 aprile   | fratelli                                             | Giulia Provvedi - Matteo Provvedi - Silvia Provvedi                                   |
| 47      | 25 aprile   | infermiere                                           | Fulvia - Laura - Angela                                                               |
| 48      | 26 aprile   | astrologi                                            | Antonio Capitani - Gabriella Monzi - Matteo Pavesi                                    |
| 49      | 27 aprile   | pescatori                                            | Willi Lapaglia - Rosemma "Rosi" - Denis Lapaglia                                      |
| 50      | 28 aprile   | fashion victims                                      | Clizia Incorvaia - Cristina De Pin - Tamara Donà                                      |
| 51      | 2 maggio    | piccoli pasticceri di Junior Bake Off Italia         | Matteo - Roberta - Gianluca                                                           |
| 52      | 3 maggio    | professionisti del riuso                             | Stefano D'Onghia - Alessandro Giuliani - Paolo Citterio                               |
| 53      | 4 maggio    | scrittori                                            | Antonio Andrea Pinna - Luca Bianchini - Marco Cubeddu                                 |
| 54      | 5 maggio    | colleghi di uno studio dentistico                    | Edy Trinci - Vincenzo La Scala - Angela Carbone                                       |
| 55      | 6 maggio    | avvocatesse                                          | Mara - Silvia - Valentina                                                             |
| 56      | 9 maggio    | giornalisti sportivi                                 | Fabio Caressa - Maurizio Pistocchi - Ivan Zazzaroni                                   |
| 57      | 10 maggio   | violinisti dell'Orchestra Sinfonica Siciliana        | Luciano Saladino - Ivana Sparacio - Donato Cuciniello                                 |
| 58      | 11 maggio   | medici anestesisti rianimatori                       | Alberto - Alessandra - Davide                                                         |
| 59      | 12 maggio   | addestratori di cani                                 | Bruno Ferrari - Eleonora Mentaschi - Gianluca Villa                                   |
| 60      | 13 maggio   | balletto de La Scala                                 | Chari - Marta Romagna - Eliane Arditi                                                 |